# 中川健藏
中川 健藏（なかがわ けんぞう、1875年〈明治8年〉7月16日 - 1944年〈昭和19年〉6月26日）は、日本の官僚、政治家。台湾総督、貴族院議員。

## 略歴

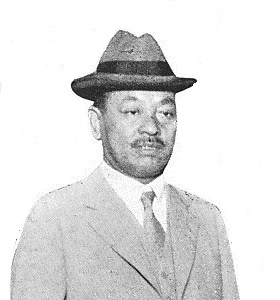
1932年

新潟県佐渡郡三宮村（現・佐渡市三宮）の山本傳十郎の次男として生まれたが、新町（現・佐渡市真野新町）の中川清三郎の養子となり、家督を継ぐ。第一高等学校を卒業。
- 1902年（明治35年） - 東京帝国大学法科卒。
- 1902年（明治35年）11月 - 高等文官試験に合格する。
北海道庁事務官に任官。法制局参事官、内閣恩給局審議官、拓殖局書記官、逓信書記官兼逓信省参事官、北海道逓信局長、逓信省通信局長を歴任。
- 1919年（大正8年） - 南満州鉄道株式会社理事となる。
- 1923年（大正12年）10月25日  - 1924年（大正13年）6月24日 - 香川県知事を任ぜられる。
- 1924年（大正13年）6月24日 - 1925年（大正14年）9月16日 - 熊本県知事を任ぜられる。
- 1925年（大正14年）9月16日 - 1927年（昭和2年）4月30日 - 北海道長官を任ぜられる。
- 1929年（昭和4年）7月5日 - 1929年（昭和4年）10月9日 - 東京府知事を任ぜられる。
- 1930年（昭和5年） - 濱口内閣の文部次官を務める。
- 1932年（昭和7年）5月27日 - 1936年（昭和11年）9月1日 - 台湾総督を務める。
- 1935年（昭和10年）10月-11月、台湾博覧会総裁[1]。
- 1936年（昭和11年）9月2日 - 貴族院令第1条第4号（勅選議員）により、貴族院勅選議員に任じられる。当時は、従三位勲二等。
- 1939年（昭和14年） - 大日本航空株式会社総裁となる。
- 1944年（昭和19年）6月26日 - 死去。

## 栄典
位階
- 1906年（明治39年）11月10日 - 正七位[2]
- 1908年（明治41年）12月11日 - 従六位[3]
- 1911年（明治44年）3月10日 - 正六位[4]
- 1913年（大正2年）2月20日 - 従五位[5]
- 1916年（大正5年）1月10日 - 正五位[6]
- 1921年（大正10年）7月11日 - 従四位[7]
- 1931年（昭和6年）3月2日 - 正四位[8]
- 1934年（昭和9年）9月1日 - 従三位[9]
- 1936年（昭和11年）9月29日 - 正三位[10]

勲章等
| 受章年                   | 略綬 | 勲章名         | 備考 |
| ------------------------ | ---- | -------------- | ---- |
| 1906年（明治39年）4月1日 |      | 勲六等瑞宝章   |      |
| 1915年（大正4年）11月7日 |      | 勲四等瑞宝章   |      |
| 1920年（大正9年）11月1日 |      | 勲三等瑞宝章   |      |
| 1930年（昭和5年）12月5日 |      | 帝都復興記念章 |      |